# Ceratina diloloensis
Ceratina diloloensis är en biart som beskrevs av Cockerell 1932. Ceratina diloloensis ingår i släktet märgbin, och familjen långtungebin. Inga underarter finns listade i Catalogue of Life.